# Xã Casa, Quận Perry, Arkansas
Xã Casa (tiếng Anh: Casa Township) là một xã thuộc quận Perry, tiểu bang Arkansas, Hoa Kỳ. Năm 2010, dân số của xã này là 520 người.